# Cmentarz żydowski w Ostródzie
Cmentarz żydowski w Ostródzie – powstał w 1735 roku i zajmuje powierzchnię 0,2 ha. Znajduje się na tzw. Polskiej Górce i sąsiaduje z cmentarzem katolickim. Został poważnie zdewastowany w 1930 roku i niemal całkowicie zniszczony w czasie nocy kryształowej. Do naszych czasów dotrwały jedynie dwie macewy i fragment ogrodzenia.